# 이치노모토역
이치노모토역(일본어: 櫟本駅, いちのもとえき)은 일본 나라현 덴리시에 있는 서일본 여객철도의 철도역이다.

## 역 구조
상대식 승강장 2면 2선 형태의 지상역으로, 열차끼리의 교행이 가능하다. 역사 쪽이 하행선 승강장이며, 과선교로 연결된 반대쪽 승강장이 상행선이다. 오지 철도부 관할권에 있는 무인역이다.
이코카 및 제휴 교통카드의 사용이 가능하다.

### 승강장
| 역사 쪽 (하행) | ■ 사쿠라이 선 | 덴리 · 사쿠라이 방면 |
| 반대쪽 (상행)  | ■ 사쿠라이 선 | 나라 방면            |

## 역사
- 1898년 5월 11일 - 나라 철도가, 오사카 철도선과 연계되는 사쿠라이 선의 사쿠라이역 ~ 교바테 역 구간을 개통했을 때 개업.
- 1905년 2월 7일 - 간사이 철도가 나라 철도를 인수하여 간사이 철도의 소속이 되었다.
- 1907년 10월 1일 - 간사이 철도의 국유화에 따라 국유철도의 소속이 되었다.
- 1987년 4월 1일 - 민영화에 따라 서일본 여객철도의 소속이 되었다.
- 2005년 3월 1일 - 이코카의 사용이 개시되었다.

## 인접역
| 서일본 여객철도 사쿠라이 선 | 서일본 여객철도 사쿠라이 선          | 서일본 여객철도 사쿠라이 선 |
| --------------------------- | ------------------------------------ | --------------------------- |
| 오비토케 나라 방면          | ■ 사쿠라이 선 (만요마호로바 선) 보통 | 덴리 다카다 방면            |